# EuroEyes Cyclassics 2018
La EuroEyes Cyclassics 2018 est la 23e édition de cette course cycliste sur route masculine. Elle a lieu le 19 août à Hambourg, en Allemagne. C'est la 30e course de l'UCI World Tour 2018. Elle est remportée au sprint par le coureur italien Elia Viviani (Quick-Step Floors).

## Présentation
La EuroEyes Cyclassics connaît en 2018 sa 23e édition, la troisième sous ce nom. Depuis 2016, elle est organisée par Ironman Germany GmbH, filiale européenne de la World Triathlon Corporation, qui elle-même appartient au groupe chinois Wanda Group.
Depuis cette même année, la course porte le nom de son sponsor principal, EuroEyes (de), entreprise basée à Hambourg et spécialisée dans la chirurgie laser des yeux. Celle-ci s'est engagée pour quatre ans et succède au sponsor-titre Vattenfall, qui s'est retiré en 2015.

### Parcours
Le départ est donné dans le centre de Hambourg et l'arrivée y est jugée sur la Mönckebergstrasse, après 216,4 km. La course commence par une boucle d'une centaine de kilomètres à l'est de Hambourg. Une autre boucle, à l'ouest de la ville, permet d'emprunter le Waseberg (de) (700 mètres à 9,7%) à trois reprises, la dernière à quinze kilomètres de l'arrivée.

### Équipes
La EuroEyes Cyclassics faisant partie du calendrier de l'UCI World Tour, les dix-huit « World Teams » y participent. Trois équipes continentales professionnelles ont reçu une invitation : l'équipe polonaise CCC Sprandi Polkowice, l'équipe russe Gazprom-RusVelo et l'équipe belge Verandas Willems-Crelan.
| WorldTeams (18)- AG2R La Mondiale - Astana - Bahrain-Merida - BMC Racing Team - Bora-Hansgrohe - Dimension Data - EF Education First-Drapac p/b Cannondale - Groupama-FDJ - Katusha-Alpecin - Lotto NL-Jumbo - Lotto Soudal - Mitchelton-Scott - Movistar Team - Quick-Step Floors - Sky - Team Sunweb - Trek-Segafredo - UAE Team Emirates Équipes continentales professionnelles (3)- CCC Sprandi Polkowice - Gazprom-RusVelo - Vérandas Willems-Crelan |
| |

## Déroulement de la course
Cinq coureurs, Winner Anacona (Movistar), Iván García (Bahrain-Merida), Alessandro De Marchi (BMC), Kamil Gradek (CCC Sprandi Polkowice) et Evgeny Shalunov (Gazprom-RusVelo), s'échappent peu après le départ. Ils restent en tête durant la majeure partie de la course, avec une avance de trois minutes environ. Ils sont rattrapés par le peloton à 18 km de l'arrivée.
Dans la dernière ascension du Waseberg, trois coureurs attaquent, rejoints par sept autres. Ce nouveaux groupe de tête comprend notamment Sonny Colbrelli (Bahrain-Merida), Daryl Impey (Mitchelton-Scott), Dylan Teuns et Jurgen Roelandts (BMC). Bien que réduit à une cinquantaine de coureurs, le peloton rattrape ce groupe à moins de cinq kilomètres de l'arrivée. À l'approche du sprint, une chute emmène notamment  Pascal Ackermann (Bora-hansgrohe) au sol.
Arnaud Démare (Groupama-FDJ) est le premier à lancer son sprint. Elia Viviani (Quick-Step Floors) le dépasse et s'impose sans difficulté, pour la deuxième fois consécutive. Alexander Kristoff (UAE Team Emirates) prend la troisième place.
Au palmarès de la classique de Hambourg, Viviani rejoint Tyler Farrar, seul coureur à l'avoir remportée deux fois jusqu'alors (2009 et 2010). Il obtient ici sa quinzième victoire de la saison, la première sur une classique du World Tour 2018 après des deuxièmes places sur la Cadel Evans Great Ocean Race, Gand-Wevelgem et la RideLondon-Surrey Classic. C'est en outre son premier succès avec la maillot tricolore de champion d'Italie, et la 55e victoire de l'équipe Quick-Step Floors cette saison,.

## Classements

### Classement de la course
| \| Classement général \| Classement général \| Classement général \| Classement général \| Classement général \| \| Coureur \| Coureur \| Pays \| Équipe \| Temps \| \| ------------------ \| ------------------ \| ------------------ \| ------------------------- \| ------------------ \| \| 1er \| Elia Viviani \| Italie \| Quick-Step Floors \| 4 h 46 min 01 s \| \| 2e \| Arnaud Démare \| France \| Groupama-FDJ \| + 0 s \| \| 3e \| Alexander Kristoff \| Norvège \| UAE Team Emirates \| + 0 s \| \| 4e \| John Degenkolb \| Allemagne \| Trek-Segafredo \| + 0 s \| \| 5e \| Matteo Trentin \| Italie \| Mitchelton-Scott \| + 0 s \| \| 6e \| Giacomo Nizzolo \| Italie \| Trek-Segafredo \| + 0 s \| \| 7e \| Sacha Modolo \| Italie \| EF Education First-Drapac \| + 0 s \| \| 8e \| Nikias Arndt \| Allemagne \| Team Sunweb \| + 0 s \| \| 9e \| Niccolò Bonifazio \| Italie \| Bahrain-Merida \| + 0 s \| \| 10e \| Peter Sagan \| Slovaquie \| Bora-Hansgrohe \| + 0 s \| |                    |           |                           |                 |
| |                    |           |                           |                 |
| Source : ProCyclingStats |                    |           |                           |                 |
| Classement général |                    |           |                           |                 |
| Coureur | Coureur            | Pays      | Équipe                    | Temps           |
| 1er | Elia Viviani       | Italie    | Quick-Step Floors         | 4 h 46 min 01 s |
| 2e | Arnaud Démare      | France    | Groupama-FDJ              | + 0 s           |
| 3e | Alexander Kristoff | Norvège   | UAE Team Emirates         | + 0 s           |
| 4e | John Degenkolb     | Allemagne | Trek-Segafredo            | + 0 s           |
| 5e | Matteo Trentin     | Italie    | Mitchelton-Scott          | + 0 s           |
| 6e | Giacomo Nizzolo    | Italie    | Trek-Segafredo            | + 0 s           |
| 7e | Sacha Modolo       | Italie    | EF Education First-Drapac | + 0 s           |
| 8e | Nikias Arndt       | Allemagne | Team Sunweb               | + 0 s           |
| 9e | Niccolò Bonifazio  | Italie    | Bahrain-Merida            | + 0 s           |
| 10e | Peter Sagan        | Slovaquie | Bora-Hansgrohe            | + 0 s           |

### Classements UCI
La EuroEyes Cyclassics distribue aux soixante premiers coureurs les points suivants pour le classement individuel de l'UCI World Tour (uniquement pour les coureurs membres d'équipes World Tour) et le Classement mondial UCI (pour tous les coureurs) :
| Position           | 1er | 2e  | 3e  | 4e  | 5e  | 6e  | 7e  | 8e  | 9e | 10e | 11e | 12e | 13e | 14e | 15e | 16e à 20e | 21e à 30e | 31e à 50e | 51e à 55e | 56e à 60e |
| Classement général | 400 | 320 | 260 | 220 | 180 | 140 | 120 | 100 | 80 | 68  | 56  | 48  | 40  | 32  | 28  | 24        | 16        | 8         | 4         | 2         |

#### Classements UCI World Tour à l'issue de la course
| Rang | Coureur            | Équipe            | Points  |
| ---- | ------------------ | ----------------- | ------- |
| 1er  | Peter Sagan        | Bora-Hansgrohe    | 2752    |
| 2e   | Geraint Thomas     | Sky               | 2534.25 |
| 3e   | Julian Alaphilippe | Quick-Step Floors | 2161.12 |
| 4e   | Elia Viviani       | Quick-Step Floors | 2047    |
| 5e   | Christopher Froome | Sky               | 1978.68 |
| 6e   | Tom Dumoulin       | Sunweb            | 1975.62 |
| 7e   | Primož Roglič      | Lotto NL-Jumbo    | 1921    |
| 8e   | Simon Yates        | Mitchelton-Scott  | 1842    |
| 9e   | Alejandro Valverde | Movistar          | 1807    |
| 10e  | Greg Van Avermaet  | BMC Racing        | 1717.14 |

| Rang | Équipe            | Points   |
| ---- | ----------------- | -------- |
| 1er  | Quick-Step Floors | 11261.97 |
| 2e   | Sky               | 9334     |
| 3e   | Bora-Hansgrohe    | 7581     |
| 4e   | Mitchelton-Scott  | 7013.03  |
| 5e   | BMC Racing        | 6964.97  |
| 6e   | Movistar          | 6062     |
| 7e   | Bahrain-Merida    | 5840     |
| 8e   | Sunweb            | 5713.95  |
| 9e   | Astana            | 5656     |
| 10e  | Lotto NL-Jumbo    | 5609     |

## Liste des participants
- Liste de départ complète

| Légende | Légende                                                                    | Légende | Légende                                                    |
| ------- | -------------------------------------------------------------------------- | ------- | ---------------------------------------------------------- |
| Num     | Dossard de départ porté par le coureur sur cette EuroEyes Cyclassics       | Pos     | Position à l'arrivée de la course                          |
|         | Indique un maillot de champion national ou mondial, suivi de sa spécialité | NP      | Indique un coureur qui n'a pas pris le départ de la course |
| AB      | Indique un coureur qui n'a pas terminé la course                           | HD      | Indique un coureur qui a terminé la course hors des délais |

| Quick-Step Floors QST | Quick-Step Floors QST   | Quick-Step Floors QST |
| --------------------- | ----------------------- | --------------------- |
| Num                   | Coureur                 | Pos                   |
| 1                     | Elia Viviani (ITA)      | 1er                   |
| 2                     | Rémi Cavagna (FRA)      | 132e                  |
| 3                     | Kasper Asgreen (DEN)    | 99e                   |
| 4                     | Iljo Keisse (BEL)       | AB                    |
| 5                     | Davide Martinelli (ITA) | 92e                   |
| 6                     | Michael Mørkøv (DEN)    | 25e                   |
| 7                     | Fabio Sabatini (ITA)    | 24e                   |
| Directeurs sportifs : |                         |                       |

| AG2R La Mondiale ALM  | AG2R La Mondiale ALM    | AG2R La Mondiale ALM |
| --------------------- | ----------------------- | -------------------- |
| Num                   | Coureur                 | Pos                  |
| 11                    | Jan Bakelants (BEL)     | 37e                  |
| 12                    | Mikaël Cherel (FRA)     | 33e                  |
| 13                    | Clément Chevrier (FRA)  | 54e                  |
| 14                    | Ben Gastauer (LUX)      | 56e                  |
| 15                    | Quentin Jauregui (FRA)  | 42e                  |
| 16                    | Nans Peters (FRA)       | 38e                  |
| 17                    | Clément Venturini (FRA) | 134e                 |
| Directeurs sportifs : |                         |                      |

| Astana AST            | Astana AST                 | Astana AST |
| --------------------- | -------------------------- | ---------- |
| Num                   | Coureur                    | Pos        |
| 21                    | Alexey Lutsenko (KAZ)      | 101e       |
| 22                    | Bakhtiyar Kozhatayev (KAZ) | 96e        |
| 23                    | Yevgeniy Gidich (KAZ)      | 41e        |
| 24                    | Zhandos Bizhigitov (KAZ)   | 80e        |
| 25                    | Ruslan Tleubayev (KAZ)     | 13e        |
| 26                    | Moreno Moser (ITA)         | 120e       |
| 27                    | Andrey Zeits (KAZ)         | 58e        |
| Directeurs sportifs : |                            |            |

| Bahrain-Merida TBM    | Bahrain-Merida TBM      | Bahrain-Merida TBM |
| --------------------- | ----------------------- | ------------------ |
| Num                   | Coureur                 | Pos                |
| 31                    | Valerio Agnoli (ITA)    | 115e               |
| 32                    | Grega Bole (SLO)        | 81e                |
| 33                    | Niccolò Bonifazio (ITA) | 9e                 |
| 34                    | Sonny Colbrelli (ITA)   | 67e                |
| 35                    | Iván García (ESP)       | 66e                |
| 36                    | Kristjan Koren (SLO)    | 48e                |
| 37                    | Antonio Nibali (ITA)    | AB                 |
| Directeurs sportifs : |                         |                    |

| BMC Racing BMC        | BMC Racing BMC             | BMC Racing BMC |
| --------------------- | -------------------------- | -------------- |
| Num                   | Coureur                    | Pos            |
| 41                    | Tom Bohli (SUI)            | 50e            |
| 42                    | Brent Bookwalter (USA)     | 60e            |
| 43                    | Alessandro De Marchi (ITA) | 73e            |
| 44                    | Simon Gerrans (AUS)        | 57e            |
| 45                    | Jürgen Roelandts (BEL)     | 11e            |
| 46                    | Joey Rosskopf (USA)        | 40e            |
| 47                    | Dylan Teuns (BEL)          | 79e            |
| Directeurs sportifs : |                            |                |

| Bora-Hansgrohe BOH    | Bora-Hansgrohe BOH        | Bora-Hansgrohe BOH |
| --------------------- | ------------------------- | ------------------ |
| Num                   | Coureur                   | Pos                |
| 51                    | Pascal Ackermann (GER)    | 102e               |
| 52                    | Cesare Benedetti (ITA)    | 93e                |
| 53                    | Marcus Burghardt (GER)    | 26e                |
| 54                    | Paweł Poljański (POL)     | 123e               |
| 55                    | Peter Sagan (SVK)         | 10e                |
| 56                    | Andreas Schillinger (GER) | 89e                |
| 57                    | Michael Schwarzmann (GER) | 103e               |
| Directeurs sportifs : |                           |                    |

| Groupama-FDJ GFC      | Groupama-FDJ GFC       | Groupama-FDJ GFC |
| --------------------- | ---------------------- | ---------------- |
| Num                   | Coureur                | Pos              |
| 61                    | Bruno Armirail (FRA)   | 125e             |
| 62                    | Arnaud Démare (FRA)    | 2e               |
| 63                    | Jacopo Guarnieri (ITA) | 20e              |
| 64                    | Olivier Le Gac (FRA)   | 77e              |
| 65                    | William Bonnet (FRA)   | 124e             |
| 66                    | Antoine Duchesne (CAN) | 100e             |
| 67                    | Ramon Sinkeldam (NED)  | 61e              |
| Directeurs sportifs : |                        |                  |

| Lotto-Soudal LTS      | Lotto-Soudal LTS      | Lotto-Soudal LTS |
| --------------------- | --------------------- | ---------------- |
| Num                   | Coureur               | Pos              |
| 71                    | Lars Bak (DEN)        | 45e              |
| 72                    | Tiesj Benoot (BEL)    | 19e              |
| 73                    | André Greipel (GER)   | 23e              |
| 74                    | Adam Hansen (AUS)     | 72e              |
| 75                    | Moreno Hofland (NED)  | 129e             |
| 76                    | Marcel Sieberg (GER)  | 55e              |
| 77                    | Jasper De Buyst (BEL) | 14e              |
| Directeurs sportifs : |                       |                  |

| Mitchelton-Scott MTS  | Mitchelton-Scott MTS   | Mitchelton-Scott MTS |
| --------------------- | ---------------------- | -------------------- |
| Num                   | Coureur                | Pos                  |
| 81                    | Michael Albasini (SUI) | 83e                  |
| 82                    | Cameron Meyer (AUS)    | 87e                  |
| 83                    | Matteo Trentin (ITA)   | 5e                   |
| 84                    | Luka Mezgec (SLO)      | 28e                  |
| 85                    | Daryl Impey (RSA)      | 36e                  |
| 86                    | Jack Bauer (NZL)       | 98e                  |
| 87                    | Michael Hepburn (AUS)  | 126e                 |
| Directeurs sportifs : |                        |                      |

| Movistar MOV          | Movistar MOV                  | Movistar MOV |
| --------------------- | ----------------------------- | ------------ |
| Num                   | Coureur                       | Pos          |
| 91                    | Winner Anacona (COL)          | 117e         |
| 92                    | Carlos Barbero (ESP)          | 46e          |
| 93                    | Antonio Pedrero (ESP)         | 88e          |
| 94                    | Rafael Valls (ESP)            | AB           |
| 95                    | Marc Soler (ESP)              | 107e         |
| 96                    | José Joaquín Rojas (ESP)      | 15e          |
| 97                    | Rubén Fernández Andújar (ESP) | 118e         |
| Directeurs sportifs : |                               |              |

| Dimension Data DDD    | Dimension Data DDD       | Dimension Data DDD |
| --------------------- | ------------------------ | ------------------ |
| Num                   | Coureur                  | Pos                |
| 101                   | Lachlan Morton (AUS)     | 76e                |
| 102                   | Mark Renshaw (AUS)       | 111e               |
| 103                   | Ben O'Connor (AUS)       | 85e                |
| 104                   | Scott Davies (GBR)       | 64e                |
| 105                   | Jay Robert Thomson (RSA) | 32e                |
| 106                   | Jacobus Venter (RSA)     | 109e               |
| 107                   | Natnael Berhane (ERI)    | 30e                |
| Directeurs sportifs : |                          |                    |

| EF Education First-Drapac EFD | EF Education First-Drapac EFD | EF Education First-Drapac EFD |
| ----------------------------- | ----------------------------- | ----------------------------- |
| Num                           | Coureur                       | Pos                           |
| 111                           | Simon Clarke (AUS)            | 110e                          |
| 112                           | William Clarke (AUS)          | 106e                          |
| 113                           | Lawson Craddock (USA)         | 131e                          |
| 114                           | Mitchell Docker (AUS)         | 112e                          |
| 115                           | Kim Magnusson (SWE)           | 108e                          |
| 116                           | Daniel McLay (GBR)            | 113e                          |
| 117                           | Sacha Modolo (ITA)            | 7e                            |
| Directeurs sportifs :         |                               |                               |

| Katusha-Alpecin TKA   | Katusha-Alpecin TKA     | Katusha-Alpecin TKA |
| --------------------- | ----------------------- | ------------------- |
| Num                   | Coureur                 | Pos                 |
| 121                   | Maxim Belkov (RUS)      | AB                  |
| 122                   | Jenthe Biermans (BEL)   | AB                  |
| 123                   | Reto Hollenstein (SUI)  | 21e                 |
| 124                   | José Gonçalves (POR)    | 70e                 |
| 125                   | Nils Politt (GER)       | 27e                 |
| 126                   | Jhonatan Restrepo (COL) | 34e                 |
| 127                   | Simon Špilak (SLO)      | AB                  |
| Directeurs sportifs : |                         |                     |

| Lotto NL-Jumbo TLJ    | Lotto NL-Jumbo TLJ      | Lotto NL-Jumbo TLJ |
| --------------------- | ----------------------- | ------------------ |
| Num                   | Coureur                 | Pos                |
| 131                   | Enrico Battaglin (ITA)  | 39e                |
| 132                   | Tom Leezer (NED)        | 128e               |
| 133                   | Bert-Jan Lindeman (NED) | AB                 |
| 134                   | Danny van Poppel (NED)  | 95e                |
| 135                   | Robert Wagner (GER)     | 122e               |
| 136                   | Floris De Tier (BEL)    | 51e                |
| 137                   | Antwan Tolhoek (NED)    | 68e                |
| Directeurs sportifs : |                         |                    |

| Sky SKY               | Sky SKY                  | Sky SKY |
| --------------------- | ------------------------ | ------- |
| Num                   | Coureur                  | Pos     |
| 141                   | Michał Gołaś (POL)       | 17e     |
| 142                   | Philip Deignan (IRL)     | 121e    |
| 143                   | Beñat Intxausti (ESP)    | AB      |
| 144                   | Christian Knees (GER)    | 71e     |
| 145                   | David López García (ESP) | 74e     |
| 146                   | Luke Rowe (GBR)          | 75e     |
| 147                   | Ian Stannard (GBR)       | 52e     |
| Directeurs sportifs : |                          |         |

| Sunweb SUN            | Sunweb SUN                | Sunweb SUN |
| --------------------- | ------------------------- | ---------- |
| Num                   | Coureur                   | Pos        |
| 151                   | Nikias Arndt (GER)        | 8e         |
| 152                   | Louis Vervaeke (BEL)      | 47e        |
| 153                   | Jai Hindley (AUS)         | 86e        |
| 154                   | Johannes Fröhlinger (GER) | 116e       |
| 155                   | Lennard Hofstede (NED)    | 82e        |
| 156                   | Tom Stamsnijder (NED)     | AB         |
| 157                   | Michael Storer (AUS)      | 90e        |
| Directeurs sportifs : |                           |            |

| Trek-Segafredo TFS    | Trek-Segafredo TFS    | Trek-Segafredo TFS |
| --------------------- | --------------------- | ------------------ |
| Num                   | Coureur               | Pos                |
| 161                   | Eugenio Alafaci (ITA) | 130e               |
| 162                   | Koen de Kort (NED)    | 62e                |
| 163                   | John Degenkolb (GER)  | 4e                 |
| 164                   | Michael Gogl (AUT)    | AB                 |
| 165                   | Giacomo Nizzolo (ITA) | 6e                 |
| 166                   | Grégory Rast (SUI)    | 63e                |
| 167                   | Kiel Reijnen (USA)    | 97e                |
| Directeurs sportifs : |                       |                    |

| UAE Emirates UAD      | UAE Emirates UAD         | UAE Emirates UAD |
| --------------------- | ------------------------ | ---------------- |
| Num                   | Coureur                  | Pos              |
| 171                   | Matteo Bono (ITA)        | 91e              |
| 172                   | Rory Sutherland (AUS)    | 127e             |
| 173                   | Simone Consonni (ITA)    | 12e              |
| 174                   | Roberto Ferrari (ITA)    | 94e              |
| 175                   | Alexander Kristoff (NOR) | 3e               |
| 176                   | Marco Marcato (ITA)      | 69e              |
| 177                   | Oliviero Troia (ITA)     | 84e              |
| Directeurs sportifs : |                          |                  |

| CCC Sprandi Polkowice CCC | CCC Sprandi Polkowice CCC | CCC Sprandi Polkowice CCC |
| ------------------------- | ------------------------- | ------------------------- |
| Num                       | Coureur                   | Pos                       |
| 181                       | Paweł Franczak (POL)      | 31e                       |
| 182                       | Kamil Gradek (POL)        | 119e                      |
| 183                       | Jonas Koch (GER)          | 16e                       |
| 184                       | Marko Kump (SLO)          | AB                        |
| 185                       | Łukasz Owsian (POL)       | 49e                       |
| 186                       | Michał Paluta (POL)       | 43e                       |
| 187                       | Jan Tratnik (SLO)         | 65e                       |
| Directeurs sportifs :     |                           |                           |

| Gazprom-RusVelo GAZ   | Gazprom-RusVelo GAZ     | Gazprom-RusVelo GAZ |
| --------------------- | ----------------------- | ------------------- |
| Num                   | Coureur                 | Pos                 |
| 191                   | Alexander Porsev (RUS)  | 29e                 |
| 192                   | Artem Nych (RUS)        | 35e                 |
| 193                   | Dmitry Kozontchuk (RUS) | 59e                 |
| 194                   | Sergey Firsanov (RUS)   | 104e                |
| 195                   | Evgeny Shalunov (RUS)   | 133e                |
| 196                   | Sergey Shilov (RUS)     | 44e                 |
| 197                   | Igor Boev (RUS)         | 53e                 |
| Directeurs sportifs : |                         |                     |

| Verandas Willems-Crelan VWC | Verandas Willems-Crelan VWC | Verandas Willems-Crelan VWC |
| --------------------------- | --------------------------- | --------------------------- |
| Num                         | Coureur                     | Pos                         |
| 201                         | Huub Duyn (NED)             | 78e                         |
| 202                         | Mathias De Witte (BEL)      | 18e                         |
| 203                         | Arjen Livyns (BEL)          | 22e                         |
| 204                         | Elias Van Breussegem (BEL)  | 114e                        |
| 205                         | Stan Godrie (NED)           | 105e                        |
| 206                         |                             |                             |
| 207                         |                             |                             |
| Directeurs sportifs :       |                             |                             |